# 고랭지 농업
고랭지 농업(高冷地農業)은 400m 이상의 고원이나 산지 등의 고산 지역에서 이루어지는 농업이다. 기온이 낮고 적설 기간이 긴 반면, 일조 시간이 긴 특성을 이용하여 채소·감자·옥수수·화훼류 등을 재배한다. 채소의 경우, 기온과 일조의 영향으로 일반적인 저지대와 비교했을 때 생산시간이 다르게 된다.